# Sandnes, Nordland
Sandnes är en tätort i Hadsels kommun i Nordland fylke i norra Norge. Orten ligger vid fylkesväg 7636, på den sydligaste delen av ön Langøya, mittemot kommunes centralort Stokmarknes som ligger på ön Hadseløya, på andra sidan Langøysundet.